# Ампліфікація (риторика)
Ампліфіка́ція (лат. amplificato — розширення, збільшення) — стилістична фігура, нагромадження однорідних елементів мови (сполучників, прийменників, порівнянь, епітетів тощо) для підсилення виразності та емоційності мови. Ампліфікація є стилістичним різновидом перелічення.
Наприклад: «Все пішло на других, на сильніших, на щасливіших» (М. Коцюбинський).